# Iacute de Hama
Abu abedalá Iacute ibne Abedalá (Abdallah Yaqut ibn-Abdallah; 1179-1229), também conhecido como Iacute de Hama (em árabe: ياقوت الحموي; romaniz.: Yaqut al-Hamawi) Iacute, o Romano (Al-Rumi), foi um geógrafo e biógrafo de origem síria. Iacute era oriundo de Hama. Seu epíteto de "o Romano" deve-se ao fato de ser um escravo descendente de cristãos gregos oriundos do Império Romano do Oriente.
As suas principais obras são o Biografia dos Homens Sábios (em árabe: معجم الأدباء; romaniz.: Muʿjam al-Udabā’), uma colectânea de biografias dos homens mais importantes do seu tempo, e o Livro dos Países (em árabe: معجم البلدان; romaniz.: Kitāb Muʿjam al-Buldān), obra concluída em 1228 com informações relativas à história, geografia e etnografia de nações por onde viajou, desde o Turquestão à Península Ibérica. De facto, constitui uma obra de grande valor para o conhecimento do Alandalus desta época.